# Шибеник
Шибеник (на хърватски: Šibenik; на италиански: Sebenico) е град в Хърватия.
Намира се в централната част на крайбрежието на Адриатика, на мястото на вливането на река Кърка в Адриатическо море. Близо до него се намира и националният парк Кърка. Градът е административен център на Шибенишко-книнска жупания. Население 34 302 души (2011).

## Забележителности
- Крепостта Св. Никола, включена през 2017 г. в Списъка на световното културно и природно наследство на ЮНЕСКО;
- Крепостта Св. Миховил (в чест на покровителя на града Св. Михаил) в историческия център на града;
- Катедралата Св. Яков, също в Списъка на ЮНЕСКО от 2000 г.

## Известни личности
Родени в Шибеник
- Вице Вуков (1936 – 2008) – певец
- Арсен Дедич (1938 – 2015) – композитор, певец, музикант и поет
- Мишо Ковач – поп фолк певец
- Дражен Петрович – баскетболист
- Мартино Рота – художник
- Мурат бей Тардич – османски военачалник
- Николо Томазео (1802 – 1874) – езиковед
- Огнен Цвитан – шахматист
- Гордън Шилденфелд – футболист